# Daniela Dahn
Daniela Dahn (Berlin, 1949. október 9. –) német politikus, újságíró, non-fiction író, író és esszéíró.

## Művei
- Prenzlauer Berg-Tour. Mitteldeutscher Verlag Halle/Leipzig 1987, ISBN 3-354-00139-9
- Wir bleiben hier oder Wem gehört der Osten. Pol. Sachbuch, Reinbek 1994, ISBN 3-499-13423-3
- Westwärts und nicht vergessen. Vom Unbehagen in der Einheit, Essay. Berlin 1996, ISBN 3-499-60341-1
- Vertreibung ins Paradies. Unzeitgemäße Texte zur Zeit, Essays. Reinbek 1998, ISBN 3-499-22379-1
- In guter Verfassung. Wieviel Kritik braucht die Demokratie?, Essay u. Dokum., Reinbek 1999, ISBN 3-499-22709-6
- Wenn und Aber. Anstiftungen zum Widerspruch. Essays. Reinbek 2002, ISBN 3-499-61458-8
- Demokratischer Abbruch, Von Trümmern und Tabus, Essays, Reinbek 2005, ISBN 3-499-61973-3
- Wehe dem Sieger! Ohne Osten kein Westen, Rowohlt, 2009, ISBN 978-3-498-01329-5